# Matsnaberd
Matsnaberd o Mlznaber (armeni: Մածնաբերդ), és una fortalesa medieval, situada en el sud de la població de Chovdar en el raión de Donaşkəsən, de l'Azerbaidjan. Es troba a l'est d'una muntanya envoltada de profundes gorges.

## Història
En les fonts històriques s'esmenta a Matsnaberd com a seu del rei Aghsart'an.
Després de la caiguda del rei Gurguèn I d'Aghuània (mort el 989) de la dinastia armènia dels Bagratuní, el seu fill, David Anholin (mort el 1048), va aprovar les regles d'autoritat de Matsnaberd (on van sobreviure fins a final del segle xiii) i els límits del seu poder van ser estesos a les províncies veïnes i els seus castells. Segons l'historiador armeni Mkhitar de Ayrivank (1222-1290): «I per a sorpresa dels reis Bagratuní es va quedar en Matsnaberd i al nou castell, amb la construcció de fortaleses en molts més districtes ... » Durant la primera meitat del segle xii Matsnaberd va sofrir atacs dels seljúcides i per un temps va estar sota el domini dels mongols.

## Arquitectura
A la fi del segle xix, les portes de la fortalesa realitzades amb morter i pedra irregular havien estat destruïdes. En 1886 el periòdic Eco de Matsnaberd va reflectir la situació declarant: «Ara les petjades són amb prou feines perceptibles de les habitacions i la paret de la fortalesa es troba en ruïnes...»